# إيلي هنت
إيلي هنت هو سياسي أمريكي، ولد في 13 يونيو 1953، وتوفي في 5 مارس 2014. نشط حزبياً في الحزب الديمقراطي.